# Trường Trung học phổ thông chuyên Lý Tự Trọng
Trường THPT chuyên Lý Tự Trọng - Cần Thơ, tiền thân là trường PTTH chuyên Lý Tự Trọng (Tiếng Anh: Ly Tu Trong High school for the Gifted) là một trường trung học phổ thông chuyên theo hình thức công lập tại Cần Thơ thành lập vào năm 1990. Trường là một trong những trong THPT hàng đầu tại vùng Đồng bằng sông Cửu Long và Việt Nam.

## Lịch sử
Tháng 10 năm 1990, trường PTTH chuyên Lý Tự Trọng tỉnh Hậu Giang được thành lập trên cơ sở cũ của trường Bổ túc Công nông Cần Thơ (Nay là cơ sở của trường THPT Bùi Hữu Nghĩa). Đến năm 1993, trường được dời về vị trí hiện nay (lúc bấy giờ là cơ sở của Trung tâm Giáo dục kĩ thuật tổng hợp để lại). Những ngày đầu khó khăn, thiếu thốn trang thiết bị (chỉ có các dãy phòng học và khu nội trú cho học sinh, còn lại là sân cỏ với những cây lau sậy cao ngập đầu học sinh lớp 10), thiếu thốn về tài liệu, nhưng 35 học sinh chuyên cùng với hơn 30 cán bộ, giáo viên, nhân viên vẫn vui vẻ dạy – học và cùng nhau lao động, cùng nhau vui chơi.

## Giới thiệu về trường
Trường THPT chuyên Lý Tự Trọng thành phố Cần Thơ được thành lập từ tháng 8 năm 1990 theo Quyết định số 237/UBT ngày 11/8/1990 của UBND tỉnh Cần Thơ cũ. Đây là trường THPT chuyên đầu tiên ở khu vực Đồng bằng Sông Cửu Long, là "chiếc nôi" nuôi dưỡng tài năng cho thành phố Cần Thơ nói riêng và cả nước nói chung.
Năm 2017, trường dời cơ sở về địa bàn phường Hưng Thạnh, Quận Cái Răng với diện tích 59.709,8m². Trường được trang bị cơ sở vật chất hiện đại với đầy đủ hệ thống phòng học, phòng thực hành, phòng vi tính, phòng nghe nhìn, thư viện, khu kí túc xá.
Các cựu học sinh nổi tiếng của trường: Lâm Nguyễn Nhựt Quang (giải nhất Tin học trẻ Toàn quốc năm 2014, học bổng toàn phần UWC Maastricht năm 2014), Nguyễn Thế Thông (giải nhất Tin học trẻ Toàn quốc năm 2014), Thân Nguyên Hậu (chung kết Olympia 2005), Nguyễn Diệp Xuân Quang (HCB Olympic Tin học Châu Á - Thái Bình Dương, thành viên đội tuyển dự thi Olympic Tin học Quốc tế năm 2017), Nguyễn Bá Vinh (chung kết Olympia 2019), Phạm Duy Toàn (thủ khoa đại học Y Dược Cần Thơ 2009, phó khoa dược Đại Học Y Dược Cần Thơ), Đặng Lê Minh Khang (HCV Olympic Sinh học Quốc tế năm 2021), Đỗ Trọng Phước Nguyên (HCĐ Olympic Sinh học Quốc tế năm 2022)...
Đặc biệt, liên tiếp trong 2 năm 2021, 2022, trường THPT chuyên Lý Tự Trọng liên tiếp có học sinh tham dự Olympic Sinh học Quốc tế và đạt được 2 huy chương (1 HCV, 1 HCĐ).
Các giáo viên nổi tiếng của trường: NGƯT Ngô Minh Châu, Đặng Bảo Hòa, Phan Đại Nhơn, Phạm Thị Mỹ Lệ, NGND học giả An Bằng Đung, Huỳnh Thị Bích Tuyên.

## Tuyển sinh các lớp chuyên
Hàng năm, nhà trường tuyển sinh vào lớp 10 chuyên ở 10 môn học: Toán, Vật lí, Hóa học, Tin học, Sinh học, Ngữ văn, Địa lí, Lịch sử, tiếng Anh và tiếng Pháp.
Thành tích của học sinh nhà trường trong cuộc thi Đường lên đỉnh Olympia (kể từ năm thứ 6)
| Thí sinh                | Năm thi    | Tuần                 | Tháng                | Quý                  | Năm                |
| ----------------------- | ---------- | -------------------- | -------------------- | -------------------- | ------------------ |
| Thân Nguyên Hậu         | Olympia 6  | Giải nhất - 200 điểm | Giải nhất - 260 điểm | Giải nhất - 190 điểm | Giải ba - 60 điểm  |
| Lê Hoàng Hải            | Olympia 7  | Giải nhất - 190 điểm | Giải nhất - 360 điểm | Giải nhì - 200 điểm  |                    |
| Nguyễn Hoàng Minh Khanh | Olympia 8  | Giải nhất - 315 điểm | Giải ba - 170 điểm   |                      |                    |
| Trần Hữu Hiệp           | Olympia 10 | Giải nhì - 225 điểm  |                      |                      |                    |
| Phan Đoàn Phú Quốc      | Olympia 11 | Giải nhất - 370 điểm | Giải ba - 145 điểm   |                      |                    |
| Nguyễn Bách             | Olympia 12 | Giải ba - 135 điểm   |                      |                      |                    |
| Huỳnh Nguyễn Hoài Bão   | Olympia 13 | Giải nhất - 270 điểm | Giải nhì - 195 điểm  | Giải nhì - 210 điểm  |                    |
| Lê Khoa Nguyên          | Olympia 13 | Giải nhì - 175 điểm  |                      |                      |                    |
| Võ Tấn Phát             | Olympia 15 | Giải nhì - 160 điểm  | Giải nhì - 180 điểm  | Giải ba - 75 điểm    |                    |
| Dương Thanh Phúc        | Olympia 16 | Giải ba - 235 điểm   |                      |                      |                    |
| Nguyễn Bá Vinh          | Olympia 19 | Giải nhất - 460 điểm | Giải nhất - 320 điểm | Giải nhất - 260 điểm | Giải ba - 120 điểm |
| Kim Duy Thành           | Olympia 20 | Giải ba - 200 điểm   |                      |                      |                    |
| Trần Danh Nhân          | Olympia 21 | Giải nhì - 290 điểm  | Giải nhất - 310 điểm | Giải ba - 90 điểm    |                    |
| Nguyễn Mạnh Thi         | Olympia 22 | Giải nhất - 260 điểm | Giải ba - 140 điểm   |                      |                    |
| Nguyễn Trọng Bảo        | Olympia 23 | Giải nhì - 135 điểm  |                      |                      |                    |
| Huỳnh Nguyễn Anh Phương | Olympia 25 | Giải nhất - 250 điểm | Giải nhẩt - 255 điểm | Giải ba - 10 điểm    |                    |

Thành tích của học sinh nhà trường trong các cuộc thi Olympic khu vực và Quốc tế

## Nhiệm vụ của nhà trường
Nhiệm vụ của nhà trường là phát hiện, bồi dưỡng học sinh năng khiếu cấp trung học phổ thông, tạo nguồn nhân lực chất lượng cao cho thành phố Cần Thơ và cả nước. Mục tiêu giáo dục của nhà trường là thực hiện đồng thời triết lý giáo dục đại chúng và giáo dục tinh hoa; đào tạo học sinh toàn diện, có tri thức, trí tuệ, thể lực, năng động, sáng tạo, có bản lĩnh; có tinh thần tự học, tự nghiên cứu.